# Grande Prêmio dos Estados Unidos de 2021
O Grande Prêmio dos Estados Unidos de 2021 (formalmente denominado Formula 1 Aramco United States Grand Prix 2021) foi a décima sétima etapa da temporada de 2021 da Fórmula 1. Foi disputado em 24 de outubro de 2021 no Circuito das Américas, em Austin, Estados Unidos.

## Relatório

### Limites da Pista
Os limites de pista serão monitorados nas saídas das curvas 9 e 19:
Curva 9
Um dos trechos mais complicados da pista, logo após uma curva rápida de raio longo. Por isso, os pilotos não poderão passar com as quatro rodas após a linha branca no local - no Circuito das Américas, a zebra não entra nos limites de pista.
Curva 19
Uma curva de 90º, logo após a curva que emula as três tangências da famosa Curva 9 do Istanbul Parl, na Turquia. É também a penúltima do circuito, importante para marcar um bom tempo de volta. Por isso, os pilotos não poderão passar com as quatro rodas após a linha branca.

## Pneus
| Nome do composto | Cor | Banda de rolamento | Condições de Tempo | Dry Type                           | Aderência       | Longevidade   |
| ---------------- | --- | ------------------ | ------------------ | ---------------------------------- | --------------- | ------------- |
| Macio (C4)       |     | Slick (P Zero)     | Seco               | Soft                               | Mais aderência  | Menos durável |
| Médio (C3)       |     | Slick (P Zero)     | Seco               | Medium                             | Médio           | Médio         |
| Duro (C2)        |     | Slick (P Zero)     | Seco               | Hard                               | Menos aderência | Mais durável  |
| Intermediário    |     | Sulcos (Cinturato) | Molhado            | Intermediate (água não estagnante) | —               | —             |
| Chuva            |     | Sulcos (Cinturato) | Molhado            | Wet (água estagnante)              | —               | —             |

| Escolhas de Pneus de cada piloto para o GP dos Estados Unidos: | Escolhas de Pneus de cada piloto para o GP dos Estados Unidos: | Escolhas de Pneus de cada piloto para o GP dos Estados Unidos: | Escolhas de Pneus de cada piloto para o GP dos Estados Unidos: | Escolhas de Pneus de cada piloto para o GP dos Estados Unidos: | Escolhas de Pneus de cada piloto para o GP dos Estados Unidos: |
| -------------------------------------------------------------- | -------------------------------------------------------------- | -------------------------------------------------------------- | -------------------------------------------------------------- | -------------------------------------------------------------- | -------------------------------------------------------------- |
| Nº                                                             | Pilotos                                                        | Equipe(s)                                                      | Duro                                                           | Médio                                                          | Macio                                                          |
| 44                                                             | Lewis Hamilton                                                 | Mercedes                                                       |                                                                |                                                                |                                                                |
| 77                                                             | Valtteri Bottas                                                | Mercedes                                                       |                                                                |                                                                |                                                                |
| 11                                                             | Sergio Pérez                                                   | Red Bull Racing-Honda                                          |                                                                |                                                                |                                                                |
| 33                                                             | Max Verstappen                                                 | Red Bull Racing-Honda                                          |                                                                |                                                                |                                                                |
| 3                                                              | Daniel Ricciardo                                               | McLaren-Mercedes                                               |                                                                |                                                                |                                                                |
| 4                                                              | Lando Norris                                                   | McLaren-Mercedes                                               |                                                                |                                                                |                                                                |
| 5                                                              | Sebastian Vettel                                               | Aston Martin-Mercedes                                          |                                                                |                                                                |                                                                |
| 18                                                             | Lance Stroll                                                   | Aston Martin-Mercedes                                          |                                                                |                                                                |                                                                |
| 14                                                             | Fernando Alonso                                                | Alpine-Renault                                                 |                                                                |                                                                |                                                                |
| 31                                                             | Esteban Ocon                                                   | Alpine-Renault                                                 |                                                                |                                                                |                                                                |
| 16                                                             | Charles Leclerc                                                | Ferrari                                                        |                                                                |                                                                |                                                                |
| 55                                                             | Carlos Sainz Jr.                                               | Ferrari                                                        |                                                                |                                                                |                                                                |
| 10                                                             | Pierre Gasly                                                   | AlphaTauri-Honda                                               |                                                                |                                                                |                                                                |
| 22                                                             | Yuki Tsunoda                                                   | AlphaTauri-Honda                                               |                                                                |                                                                |                                                                |
| 7                                                              | Kimi Raikkonen                                                 | Alfa Romeo-Ferrari                                             |                                                                |                                                                |                                                                |
| 99                                                             | Antonio Giovinazzi                                             | Alfa Romeo-Ferrari                                             |                                                                |                                                                |                                                                |
| 9                                                              | Nikita Mazepin                                                 | Haas-Ferrari                                                   |                                                                |                                                                |                                                                |
| 47                                                             | Mick Schumacher                                                | Haas-Ferrari                                                   |                                                                |                                                                |                                                                |
| 6                                                              | Nicholas Latifi                                                | Williams-Mercedes                                              |                                                                |                                                                |                                                                |
| 63                                                             | George Russell                                                 | Williams-Mercedes                                              |                                                                |                                                                |                                                                |

## Resultados

### Treino classificatório
| 1                        | 33 | Max Verstappen     | Red Bull Racing-Honda | 1:34.352 | 1:33.464 | 1:32.910 | 1  |
| 2                        | 44 | Lewis Hamilton     | Mercedes              | 1:34.579 | 1:33.797 | 1:33.119 | 2  |
| 3                        | 11 | Sergio Pérez       | Red Bull Racing-Honda | 1:34.369 | 1:34.178 | 1:33.134 | 3  |
| 4                        | 77 | Valtteri Bottas    | Mercedes              | 1:34.590 | 1:33.959 | 1:33.475 | 9  |
| 5                        | 16 | Charles Leclerc    | Ferrari               | 1:34.153 | 1:33.928 | 1:33.606 | 4  |
| 6                        | 55 | Carlos Sainz Jr.   | Ferrari               | 1:34.558 | 1:34.126 | 1:33.792 | 5  |
| 7                        | 3  | Daniel Ricciardo   | McLaren-Mercedes      | 1:34.407 | 1:34.643 | 1:33.808 | 6  |
| 8                        | 4  | Lando Norris       | McLaren-Mercedes      | 1:34.551 | 1:33.880 | 1:33.887 | 7  |
| 9                        | 10 | Pierre Gasly       | AlphaTauri-Honda      | 1:34.567 | 1:34.583 | 1:34.118 | 8  |
| 10                       | 22 | Yuki Tsunoda       | AlphaTauri-Honda      | 1:35.360 | 1:35.137 | 1:34.918 | 10 |
| 11                       | 31 | Esteban Ocon       | Alpine-Renault        | 1:35.747 | 1:35.377 | —        | 11 |
| 12                       | 5  | Sebastian Vettel   | Aston Martin-Mercedes | 1:35.281 | 1:35.500 | —        | 18 |
| 13                       | 99 | Antonio Giovinazzi | Alfa Romeo-Ferrari    | 1:35.920 | 1:35.794 | —        | 12 |
| 14                       | 14 | Fernando Alonso    | Alpine-Renault        | 1:35.756 | 1:44.549 | —        | 19 |
| 15                       | 63 | George Russell     | Williams-Mercedes     | 1:35.746 | S/Tempo  | —        | 20 |
| 16                       | 18 | Lance Stroll       | Aston Martin-Mercedes | 1:35.983 | —        | —        | 13 |
| 17                       | 6  | Nicholas Latifi    | Williams-Mercedes     | 1:35.995 | —        | —        | 14 |
| 18                       | 7  | Kimi Räikkönen     | Alfa Romeo-Ferrari    | 1:36.311 | —        | —        | 15 |
| 19                       | 47 | Mick Schumacher    | Haas-Ferrari          | 1:36.499 | —        | —        | 16 |
| 20                       | 9  | Nikita Mazepin     | Haas-Ferrari          | 1:36.796 | —        | —        | 17 |
| Tempo dos 107%: 1:40.743 |    |                    |                       |          |          |          |    |
| Fonte:                   |    |                    |                       |          |          |          |    |

Notas

### Corrida

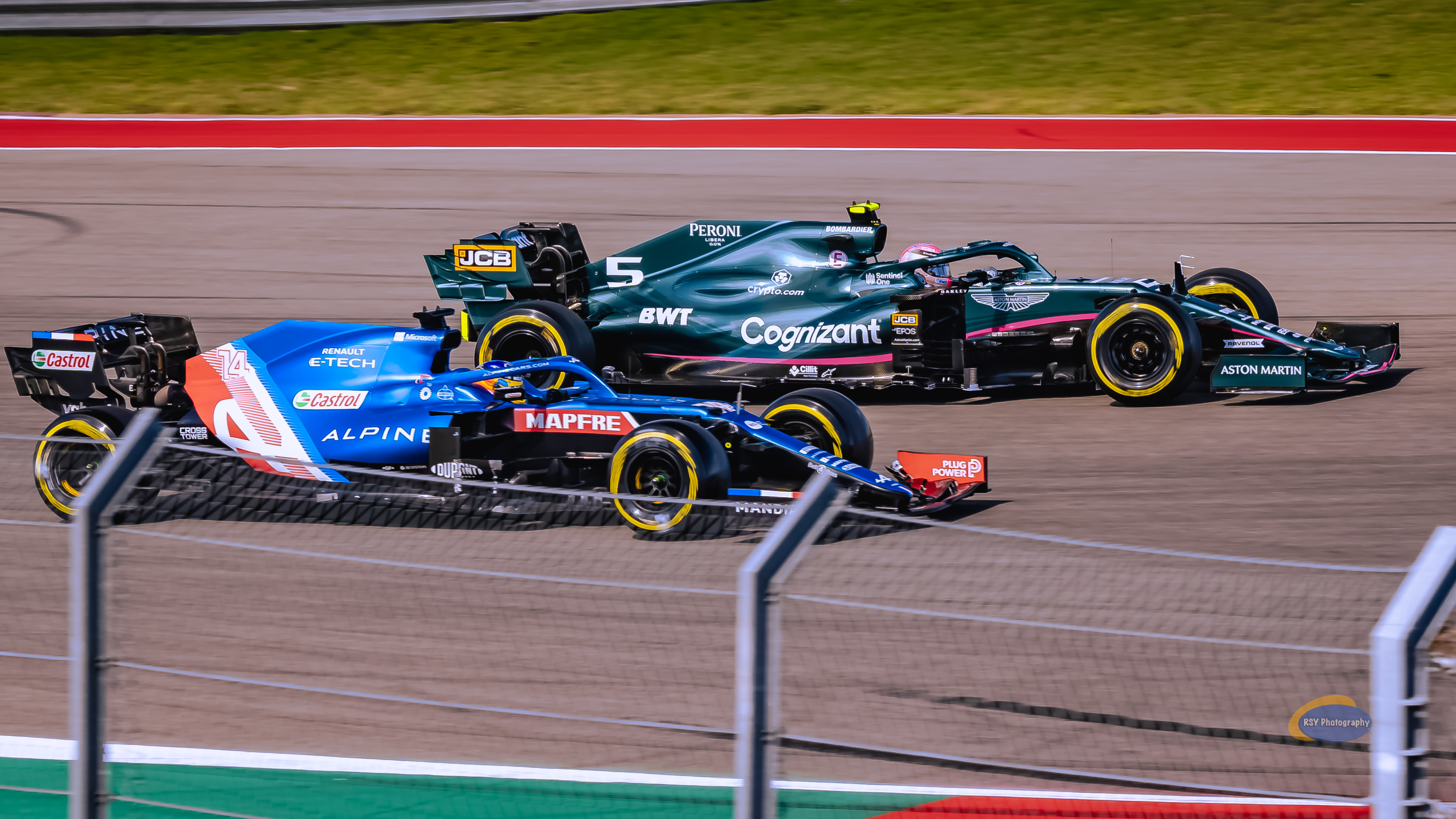
Alonso e Vettel disputal posição durante a prova

| Pos.                                                                  | Nu. | Piloto             | Construtor            | Voltas | Tempo/Retirado | Pit Stop | Pneus                                                         | Grid | Pontos |
| --------------------------------------------------------------------- | --- | ------------------ | --------------------- | ------ | -------------- | -------- | ------------------------------------------------------------- | ---- | ------ |
| 1                                                                     | 33  | Max Verstappen     | Red Bull Racing-Honda | 56     | 1:34:36.552    | 2        | Médio C3 Usado · Duro C2 Novo · Duro C2 Novo                  | 1    | 25     |
| 2                                                                     | 44  | Lewis Hamilton     | Mercedes              | 56     | +1.333         | 2        | Médio C3 Usado · Duro C2 Novo · Duro C2 Novo                  | 2    | 18+1   |
| 3                                                                     | 11  | Sergio Pérez       | Red Bull Racing-Honda | 56     | +42.223        | 2        | Médio C3 Usado · Médio C3 Usado · Duro C2 Novo                | 3    | 15     |
| 4                                                                     | 16  | Charles Leclerc    | Ferrari               | 56     | +52.246        | 2        | Médio C3 Usado · Duro C2 Novo · Duro C2 Novo                  | 4    | 12     |
| 5                                                                     | 3   | Daniel Ricciardo   | McLaren-Mercedes      | 56     | +1:16.854      | 2        | Médio C3 Usado · Duro C2 Novo · Duro C2 Novo                  | 6    | 10     |
| 6                                                                     | 77  | Valtteri Bottas    | Mercedes              | 56     | +1:20.128      | 2        | Médio C3 Usado · Duro C2 Novo · Duro C2 Novo                  | 9    | 8      |
| 7                                                                     | 55  | Carlos Sainz Jr.   | Ferrari               | 56     | +1:23.545      | 2        | Macio C4 Usado · Duro C2 Novo · Duro C2 Novo                  | 5    | 6      |
| 8                                                                     | 4   | Lando Norris       | McLaren-Mercedes      | 56     | +1:24.395      | 2        | Médio C3 Usado · Duro C2 Novo · Duro C2 Novo                  | 7    | 4      |
| 9                                                                     | 22  | Yuki Tsunoda       | AlphaTauri-Honda      | 55     | +1 volta       | 2        | Macio C4 Usado · Duro C2 Novo · Duro C2 Novo                  | 10   | 2      |
| 10                                                                    | 5   | Sebastian Vettel   | Aston Martin-Mercedes | 55     | +1 volta       | 2        | Médio C3 Usado · Médio C3 Usado · Duro C2 Novo                | 18   | 1      |
| 11                                                                    | 99  | Antonio Giovinazzi | Alfa Romeo-Ferrari    | 55     | +1 volta       | 2        | Médio C3 Novo · Médio C3 Usado · Duro C2 Novo                 | 12   |        |
| 12                                                                    | 18  | Lance Stroll       | Aston Martin-Mercedes | 55     | +1 volta       | 2        | Médio C3 Novo · Médio C3 Novo · Duro C2 Novo                  | 13   |        |
| 13                                                                    | 7   | Kimi Räikkönen     | Alfa Romeo-Ferrari    | 55     | +1 volta       | 2        | Médio C3 Novo · Médio C3 Novo · Duro C2 Novo                  | 15   |        |
| 14                                                                    | 63  | George Russell     | Williams-Mercedes     | 55     | +1 volta       | 2        | Médio C3 Novo · Duro C2 Novo · Duro C2 Novo                   | 20   |        |
| 15                                                                    | 6   | Nicholas Latifi    | Williams-Mercedes     | 55     | +1 volta       | 2        | Médio C3 Novo · Duro C2 Novo · Duro C2 Novo                   | 14   |        |
| 16                                                                    | 47  | Mick Schumacher    | Haas-Ferrari          | 54     | +2 voltas      | 2        | Médio C3 Novo · Duro C2 Novo · Médio C3 Novo                  | 16   |        |
| 17                                                                    | 9   | Nikita Mazepin     | Haas-Ferrari          | 54     | +2 voltas      | 3        | Médio C3 Novo · Duro C2 Novo · Médio C3 Novo · Médio C3 Usado | 17   |        |
| 18†                                                                   | 14  | Fernando Alonso    | Alpine-Renault        | 50     | Asa traseira   | 3        | Médio C3 Novo · Duro C2 Novo · Duro C2 Novo · Médio C3 Novo   | 19   |        |
| Ret                                                                   | 31  | Esteban Ocon       | Alpine-Renault        | 41     | Mecânico       | 2        | Médio C3 Usado · Duro C2 Novo · Médio C3 Usado                | 11   |        |
| Ret                                                                   | 10  | Pierre Gasly       | AlphaTauri-Honda      | 15     | Suspensão      | 1        | Médio C3 Usado · Duro C2 Novo                                 | 8    |        |
| Volta mais rápida: Lewis Hamilton (Mercedes) – 1:38.485 (na volta 41) |     |                    |                       |        |                |          |                                                               |      |        |
| Fonte:                                                                |     |                    |                       |        |                |          |                                                               |      |        |

## Voltas na liderança
| Nº de Voltas | Piloto         | Voltas       |
| ------------ | -------------- | ------------ |
| 35           | Max Verstappen | 14–29; 38–56 |
| 21           | Lewis Hamilton | 1–13; 30–37  |

## 2021DHLFastest Pit Stop Award

### Resultado
| 1      | 55 | Carlos Sainz Jr.   | Ferrari               | 2.24 | 25 |
| 2      | 18 | Lance Stroll       | Aston Martin-Mercedes | 2.27 | 18 |
| 3      | 14 | Fernando Alonso    | Alpine-Renault        | 2.29 | 15 |
| 4      | 77 | Valtteri Bottas    | Mercedes              | 2.32 | 12 |
| 5      | 99 | Antonio Giovinazzi | Alfa Romeo-Ferrari    | 2.34 | 10 |
| 6      | 33 | Max Verstappen     | Red Bull Racing-Honda | 2.40 | 8  |
| 7      | 11 | Sergio Pérez       | Red Bull Racing-Honda | 2.43 | 6  |
| 8      | 44 | Lewis Hamilton     | Mercedes              | 2.44 | 4  |
| 9      | 22 | Yuki Tsunoda       | AlphaTauri-Honda      | 2.45 | 2  |
| 10     | 63 | George Russell     | Williams-Mercedes     | 2.57 | 1  |
| Fonte: |    |                    |                       |      |    |

### Classificação
| Tabela do DHL Fastest Pit Stop Award \| Pos \| Construtor \| Pontos \| \| --- \| --------------------- \| ------ \| \| 1 \| Red Bull Racing-Honda \| 409 \| \| 2 \| Mercedes \| 242 \| \| 3 \| Aston Martin-Mercedes \| 180 \| \| 4 \| Williams-Mercedes \| 162 \| \| 5 \| Alfa Romeo-Ferrari \| 161 \| \| 6 \| Ferrari \| 151 \| \| 7 \| Alpine-Renault \| 131 \| \| 8 \| McLaren-Mercedes \| 97 \| \| 9 \| AlphaTauri-Honda \| 84 \| \| 10 \| Haas-Ferrari \| 1 \| |                       |        |
| Pos | Construtor            | Pontos |
| 1 | Red Bull Racing-Honda | 409    |
| 2 | Mercedes              | 242    |
| 3 | Aston Martin-Mercedes | 180    |
| 4 | Williams-Mercedes     | 162    |
| 5 | Alfa Romeo-Ferrari    | 161    |
| 6 | Ferrari               | 151    |
| 7 | Alpine-Renault        | 131    |
| 8 | McLaren-Mercedes      | 97     |
| 9 | AlphaTauri-Honda      | 84     |
| 10 | Haas-Ferrari          | 1      |

## Tabela do campeonato após a corrida
Somente as cinco primeiras posições estão incluídas nas tabelas.
| Pos | Piloto          | Pontos | Var |
| --- | --------------- | ------ | --- |
| 1   | Max Verstappen  | 287.5  | 0   |
| 2   | Lewis Hamilton  | 275.5  | 0   |
| 3   | Valtteri Bottas | 185    | 0   |
| 4   | Sergio Pérez    | 150    | 1   |
| 5   | Lando Norris    | 149    | 1   |

| Pos | Construtor            | Pontos | Var |
| --- | --------------------- | ------ | --- |
| 1   | Mercedes              | 460.5  | 0   |
| 2   | Red Bull Racing-Honda | 437.5  | 0   |
| 3   | McLaren-Mercedes      | 254    | 0   |
| 4   | Ferrari               | 250.5  | 0   |
| 5   | Alpine-Renault        | 104    | 0   |